# Benet Ventura i Llandrich
Benet Ventura i Lladrich (Figueres, 8 de desembre de 1858 - Figueres, 13 de setembre de 1890) va ser un compositor i director coral, fill de Pep Ventura. Fou component de la cobla-orquestra del seu pare, on tocà la flauta, el piano i el flabiol; a la mort del pare el succeí com a capdavanter de la cobla-orquestra i intèrpret de tenora, moment en què l'agrupació passà a anomenar-se Antiga Pep. Fou també director del cor Erato entre els anys 1885 -1888 i 1889-1890. La seva obra es compon principalment de ballades, obres corals i sardanes. Fou guanyador del primer premi de sardanes a la Bisbal, l'any 1887, amb el títol Per sardanes, l'Empordà.
El dia 5 d'agost de 1890 va sofrir un desmai tocant al poble de Selva de Mar, precisament quan interpretava el solo de tenora de la cèlebre Per tu ploro, del seu pare. Cinc setmanes més tard va morir a Figueres víctima d'una tuberculosi hereditària.

## Obres
- Un record a mon pare (1882)
- Per sardanes, l'Empordà
- La cadernera
- Aimada
- La sardana